# Антиох III (Комагена)
Вижте пояснителната страница за други личности с името Антиох III.
Антиох III Епифан (на старогръцки: ο Αντίοχος Επιφανής, на латински: Antiochos III Epiphanes) е цар на Комагена от 12 пр.н.е. до 17 г.

## Биография
Той е от арменско-гръцки-мидийски произход. Син е на цар Митридат III и на мидийската принцеса и царица на Комагена Йотапа.
Антиох III се жени за сестра си Йотапа и управлява с нея след смъртта на баща им.
Когато умира през 17 г. децата му Антиох IV и Юлия Йотапа са още малки. Тиберий решава да присъедини Комагена към провинция Сирия. Децата му живеят от 17 г. в Рим в двора на Антония Млада, дъщерята на Марк Антоний, и получават римско гражданство. През 38 г. Калигула създава отново царството Комагена и поставя децата на Антиох III на трона.
Антиох III и неговият син са почетени през 114/119 г. във Филопап монумент в Атина, Гърция, издигнат за неговия правнук принц Гай Юлий Антиох Епифан Филопап.